# Nazem Akkari
Nazem Akkari (arabisch ناظم عكاري, DMG Nāẓim ʿAkkārī; * 1902 in Tripoli; † 11. März 1985) war ein libanesischer Politiker, der im Zuge einer Regierungskrise am 10. September 1952 Ministerpräsident wurde. Er übte das Amt bis zum 14. September 1952 aus.

## Leben
Geboren 1902 in Tripoli, schloss er seine Schulbildung an der l’école sultanite de Tripoli ab und setzte sein Universitätsstudium an der Universität Wien fort. Während seiner politischen Karriere wurde Akkari in der Epoche von Béchara el-Khoury unter anderem Innenminister, Landwirtschaftsminister, Verteidigungsminister und stellvertretender Ministerpräsident. Auch in der Ära von Fuad Schihab war er Minister.
Akkari starb am 11. März 1985.
| Personendaten    | Personendaten                   |
| ---------------- | ------------------------------- |
| NAME             | Akkari, Nazem                   |
| KURZBESCHREIBUNG | libanesischer Ministerpräsident |
| GEBURTSDATUM     | 1902                            |
| GEBURTSORT       | Tripoli                         |
| STERBEDATUM      | 11. März 1985                   |